# NGC 2504
NGC 2504 este o galaxie spirală situată în constelația Câinele Mic. A fost descoperită în 25 martie 1864 de către Albert Marth.